# آندره لوته
آندره لوته (به فرانسوی: André Lhote) (زاده ۵ ژوئیه ۱۸۸۵ – درگذشته ۲۴ ژانویه ۱۹۶۲) نقاش کوبیست اهل فرانسه بود که در زمینه موضوعات فیگور، پرتره، مناظر و طبیعت بی جان کار می‌کرد. او همچنین به عنوان معلم و نویسنده در زمینه هنر فعال و تأثیرگذار بود.
وی همچنین برندهٔ جوایزی همچون لژیون دونور (شوالیه) و Grand Prix National de Peinture شده‌است.